# Diego Torres Altamirano
Diego Torres Altamirano, OFM (1557–1621) foi um prelado católico romano que serviu como Bispo de Cartagena na Colômbia (1618–1621).

## Biografia
Diego Torres Altamirano nasceu em Trujillo, Espanha, e foi ordenado sacerdote na Ordem dos Frades Menores. No dia 26 de junho de 1617, foi nomeado durante o papado do Papa Paulo V como Bispo de Cartagena, na Colômbia. A 28 de outubro de 1618, foi consagrado bispo por Bartolomé Lobo Guerrero, arcebispo de Lima. Serviu como Bispo de Cartagena na Colômbia até à sua morte no dia 10 de dezembro de 1621.
Enquanto bispo, foi o consagrador principal de Ambrosio Vallejo Mejia, bispo de Popayán (1620).